# Hypericum scouleri
Hypericum scouleri är en johannesörtsväxtart. Hypericum scouleri ingår i släktet johannesörter, och familjen johannesörtsväxter.

## Underarter
Arten delas in i följande underarter:
- H. s. nortoniae
- H. s. scouleri

## Bildgalleri

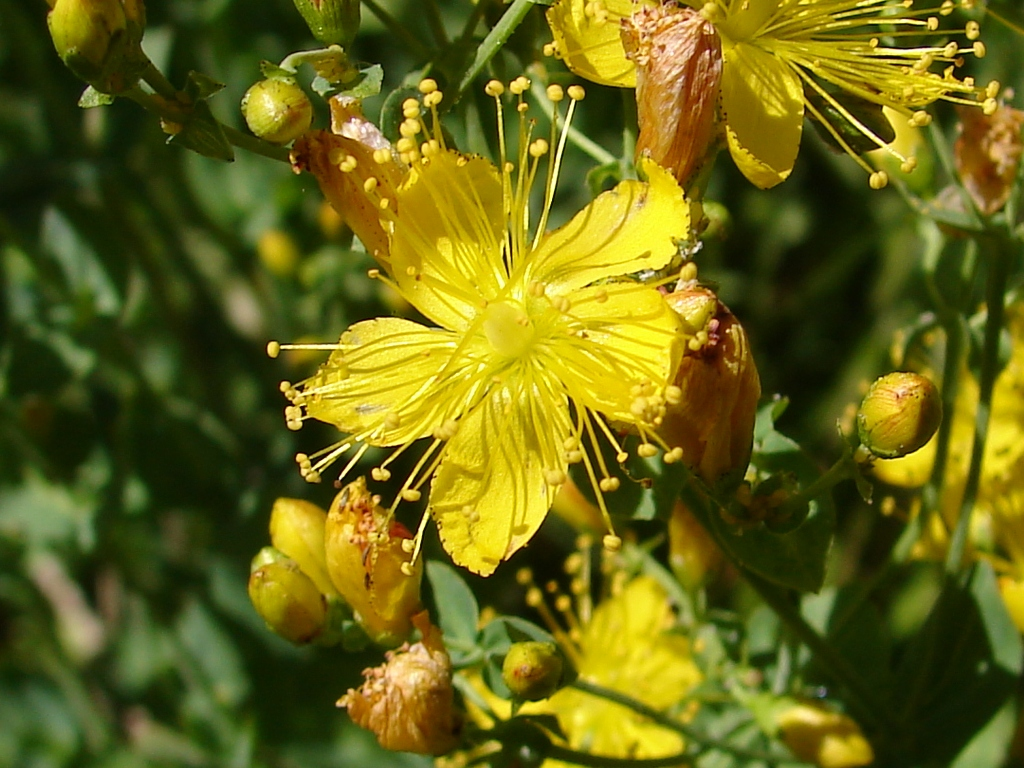